# Équipe cycliste Italomat-Dogo

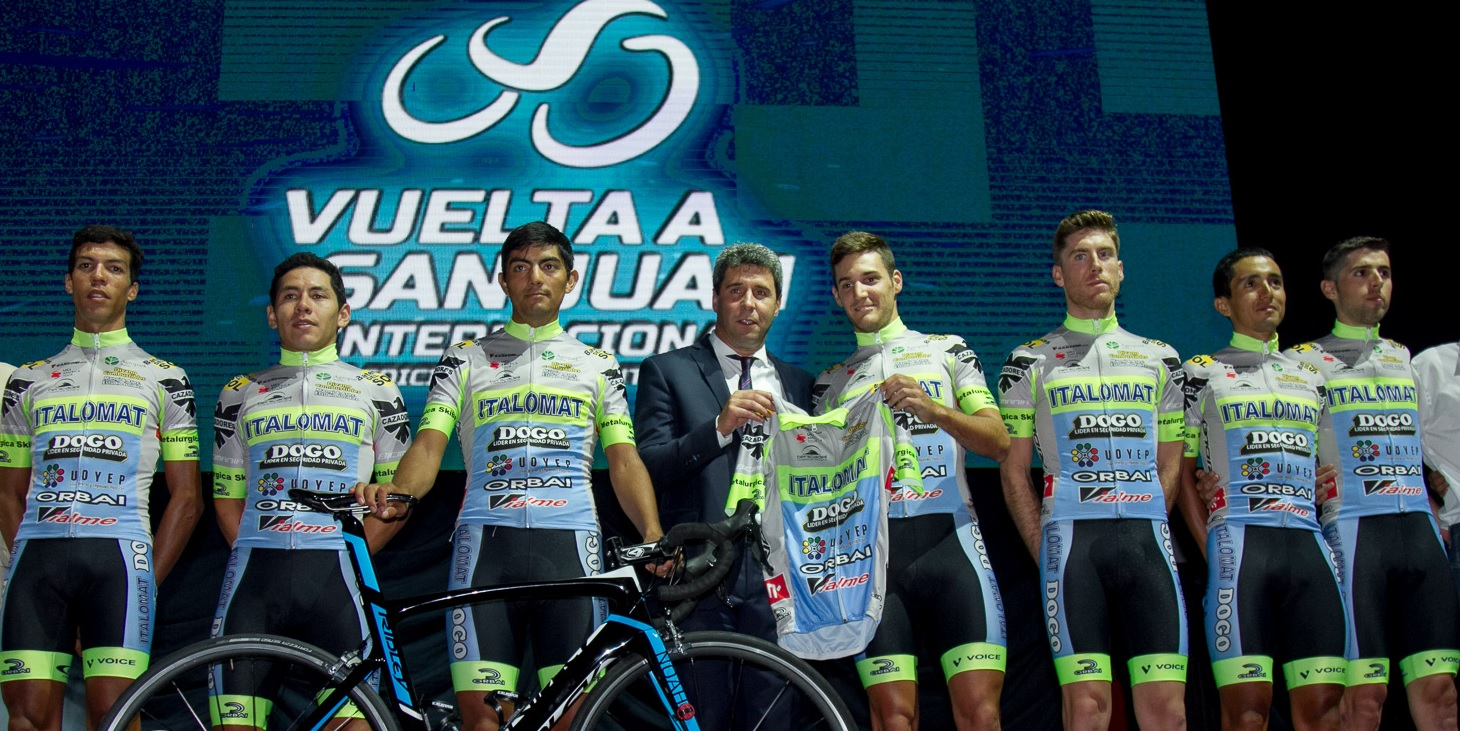
Les coureurs en 2017.

L'équipe cycliste Italomat-Dogo est une équipe cycliste argentine créée en 2014. Elle court avec le statut d'équipe continentale lors de sa dernière année d'existence en 2017.

## Histoire de l'équipe
Le club amateur est créé en 2014. Il est dirigé par Eduardo Trillini. L'équipe utilise des vélos Ridley et des composants Rotor. 
En 2017, elle obtient une licence UCI d'équipe continentale. Elle disparait à la fin de la saison.

## Classements UCI
L'équipe participe aux épreuves des circuits continentaux et en particulier de l'UCI Europe Tour. Le tableau ci-dessous présente les classements de l'équipe sur ce circuit, ainsi que son meilleur coureur au classement individuel.
UCI America Tour
| UCI America Tour | UCI America Tour       | UCI America Tour                          | UCI America Tour |
| Année            | Classement par équipes | Meilleur coureur au classement individuel |                  |
| ---------------- | ---------------------- | ----------------------------------------- | ---------------- |
| 2017             | 43e                    | Sebastián Trillini (202e)                 |                  |
|                  |                        |                                           |                  |
| Source : UCI     |                        |                                           |                  |

L'équipe est également classée au Classement mondial UCI qui prend en compte toutes les épreuves UCI et concerne toutes les équipes UCI.
| Classement mondial | Classement mondial     | Classement mondial                        | Classement mondial |
| Année              | Classement par équipes | Meilleur coureur au classement individuel |                    |
| ------------------ | ---------------------- | ----------------------------------------- | ------------------ |
| 2017               | -                      | Sebastián Trillini (1704e)                |                    |
|                    |                        |                                           |                    |
| Source : UCI       |                        |                                           |                    |

## Italomat-Dogo en 2017[1]

### Effectif
| Cycliste            | Date de naissance  | Nationalité | Équipe 2016                    |  |
| ------------------- | ------------------ | ----------- | ------------------------------ |  |
| Tomas Alcacer       | 24 juin 1998       | Argentine   |                                |  |
| Antônio Da Matta    | 7 mars 1992        | Brésil      | ECT-Taubaté                    |  |
| Aitor Escobar       | 27 avril 1991      | Espagne     | Inteja-MMR Dominican           |  |
| Sergio González     | 1er septembre 1980 | Argentine   | Italomat-Dogo-Orbai            |  |
| Iñaki Gozalbez      | 5 janvier 1991     | Espagne     | Mutua Levante-Renault Ginestar |  |
| Martin Hernandez    | 31 mars 1979       | Argentine   | Italomat-Dogo-Orbai            |  |
| Said Mansur         | 15 juin 1995       | Argentine   | Italomat-Dogo-Orbai            |  |
| Juan Melivilo       | 22 avril 1989      | Argentine   | Shania Competición-Leopard     |  |
| Miguel Angel Montes | 26 février 1987    | Argentine   | Italomat-Dogo-Orbai            |  |
| Jaime Ramírez       | 21 janvier 1989    | Colombie    | JB Ropa Deportiva              |  |
| Sebastián Trillini  | 16 avril 1994      | Argentine   | Italomat-Dogo-Orbai            |  |
| Wilmer Ulloa        | 9 mars 1991        | Colombie    | Spokes                         |  |